# Damião (protoespatário)
Damião ou Damiano (em grego medieval: Δαμιανός; romaniz.: Damianós) foi um oficial bizantino do século IX, ativo durante o reinado do imperador Miguel II, o Amoriano (r. 820–829).

## Vida
Damião foi descrito como protoespatário e conde do estábulo. Aparece em 824, após a conquista árabe de Creta, quando Fotino foi enviado pelo imperador para investigar a situação. Na ocasião, Damião foi enviado em sua ajuda com uma frota, mas ambos foram atacados pelos árabes. Damião foi morto, enquanto Fotino escapou com dificuldade.